# 黃國琛
黃國琛（?—?），福建省福州府侯官縣人，清朝政治人物、同進士出身。
光緒十六年（1890年），参加光緒庚寅科殿試，登進士三甲162名。同年五月，著主事，分部学习。